# 櫻田日和
櫻田日和（日语：／ Sakurada Hiyori，2002年12月19日—），日本女演員，出生於日本千葉縣，藝名成田日和（日语：／ Narita Hiyori），現為研音旗下女演員。

## 經歷
兒童時期，櫻田日和作為模特在クラージュ・キッズ旗下工作，當時的藝名為「成田日和（日语：成田ひより）」，而後在小學四年級時通過了研音的試鏡，成為女演員，新的工作室將其改為現在的名字。
2014年出演《明天媽媽不在》，在劇中櫻田日和扮演孤兒院中的孩子，此劇作為櫻田日和的代表作表現十分出色，2017年櫻田日和首次作為主演出演了電視劇《天才麻將少女-阿知賀編》，以及後來的電影版。

## 人物
兒童時期和他的哥哥一起作為模特就職于クラージュ・キッズ公司。

## 出演

### 電視劇
- 繼父（日语：ステップファザー・ステップ）（2012年1月9日－3月19日，TBS） - 秋山
- 冤罪死刑（日语：冤罪死刑）（2013年11月23日，朝日電視台） - 櫻木優希
- 彼岸之子（日语：かなたの子） 第1話（2013年12月1日，WOWOW） - 八重子
- 明天媽媽不在（2014年1月15日 - 3月12日，日本電視台） - 鳥羽直美（ピア美）[2]
- 法庭新鮮人2（日语：そこをなんとか#テレビドラマ）（2014年8月3日 - 9月21日，NHK BS Premium） - 西別府日向子
- HERO 第二季 第5話（2014年8月11日，富士電視台） - 齊藤玲奈
- 保育偵探25時〜花咲慎一郎睡不著!!〜（日语：花咲慎一郎シリーズ#テレビドラマ） 第3話（2015年1月30日，東京電視台） -
- 最強名醫 第9話（2015年3月5日，朝日電視台） - 真鍋由理慧
- 開膛手杰克的告白 〜刑警犬養隼人〜（日语：刑事犬養隼人）（2015年4月18日，朝日放送） - 豊崎沙耶香
  - 刑警 犬養隼人（2015年9月24日，朝日電視台）
- WILD HEROES （2015年4月19日－6月21日，日本電視台） - 五嶋日花里（女主角）
- 不沉的太阳 第一部（2016年7月9日，WOWOW） - 恩地純子
- 希望之丘的人們（日语：希望ヶ丘の人びと）（2016年7月16日 - 8月13日，WOWOW） - 田島美嘉
- 相棒（朝日電視台） - 市原里奈
  - season15 第11話（2017年1月11日）[5]
  - season16 第12話（2018年1月17日）[6]
- 被討厭的勇氣（2017年1月12日－3月16日，富士電視台） - 庵堂蘭子（少女時代）
- 只要有北斋和饭（2017年1月25日 - 3月15日，MBS／TBS） - 凪[7]
- 犯罪症候群（日语：症候群シリーズ#テレビドラマ）（2017年4月8日 - 6月2日，東海電視台・富士電視台） - 武藤真梨子
- 黑色复仇 第8話 - 第10話（2018年11月23日 - 12月8日，讀賣電視台・日本電視系）－ 石山美幸[1]
- 咲-Saki- 阿知賀編 episode of side-A（2017年12月6日 - 27日・2018年1月10日，MBS／TBS）－ 主演・高鴨穏乃 [8]
- 有家可归的恋人们（2018年4月13日 - 6月22日，TBS） - 佐藤麗奈[9]
- 天邪鬼（2018年9月24日，東京電視台） - 浦野美鈴[10]
- 在神酒診所乾杯（日语：神酒クリニックで乾杯を） 第3話（2019年1月26日，BS东视） - 松島怜奈 [11]
- 絶對正義（日语：絶対正義）（2019年2月2日 - 3月23日，東海電視台） - 西山由美子（高中時期）
- 派遣占卜师ATARU 第4話・最終話（2019年2月7日・3月14日，朝日電視台） -
- 對面的爆紅家族（日语：向かいのバズる家族）（2019年4月4日 - 6月6日，讀賣電視台・日本電視系） - 菅野朱里
- 磯野家的人們～20年後的海螺小姐～（2019年11月24日，富士電視台） - 河豚田海星[12]
- 頂級手術刀～天才腦外科醫的條件～（日语：トップナイフ_(小説)）（2020年1月18日－3月14日，日本電視台） - 深山真實
- 赤い刻印〜ショカツ刑事・羽角啓子（2020年3月23日〈22日深夜〉，TBS） - 羽角菜月
- 愛吃拉麵的小泉同學 第二代（2020年3月27日，富士電視台）－ 主演・小泉[13]
  - 愛吃拉麵的小泉同學 第二代目！2022年新春特别篇（2022年1月8日）
- 別對映像研出手！（2020年4月6日 - 5月11日，MBS / 4月8日 - 5月13日，TBS） - 百目鬼
- 型男高中（2020年10月8日 - 12月23日，東京電視台） - 春島繪裡香（女主角）
- 24 JAPAN（2020年10月9日 - 2021年3月26日，朝日電視台） - 獅堂美有
- 言之叶（2020年10月31日，富士電視台TWO） - 主演・桜木咲（與蒔田彩珠雙主演）
- 恐怖绘本 第二季「悪い本」（2021年3月26日，NHK ETV） - 出演と朗読
- 春之詛咒（2021年5月22日 - 6月26日，東京電視台） - 立花春
- 24小時電視特備劇『讓學生重啟人生的學校』（2021年8月21日，日本電視劇） - 小嶋岬
- 毕业时限（2022年4月4日 - 5月12日，NHK総合） - （女主角）
- 租借女友（2022年7月3日 - 9月25日，ABC電視台・朝日電視台） - 水原千鶴（女主角）
- 據倖存的六人所述（2022年8月9日 - 9月13日，MBS/TBS） - 主演・水上梨梨
- silent（2022年10月6日 - 12月22日，富士電視台） - 佐倉萌
- Giver Taker（2023年1月22日 - 2月19日，WOWOW） - 有坂弥生
- 喜歡喜愛汪汪! 第1・第2話（2023年1月24日・31日，日本電視台） - 澪央
- 上癮。港區女子高中生（2023年2月25日 - 3月25日，日本電視台） - 主演・
- 情侣酒店～秘密～ 第2話「壁の落書き」（2023年5月26日，WOWOW） -
- 家政夫三田園 第6期（2023年10月10日 - 12月5日，朝日電視台） - 矢口実優
- 附近的厨房！（2023年10月14日 - 12月23日，東海電視台・富士電視台） - 主演・辺清美
- 那孩子的孩子（2024年6月25日 - 9月17日，關西電視台・富士電視台） - 主演・川上福
- 遺產偵探（2025年1月25日 - 3月29日，日本電視台） - 三富令子

### 網路電視劇
- 言之叶（2020年10月19日，FOD、第7回「ドラマ甲子園」大賞受賞作品） - 主演・桜木咲（與蒔田彩珠雙主演）
- 神的偏心（2022年3月19日 - 4月9日、Hulu） - 主演・天堂神楽（與藤原大祐雙主演）
- 上癮。港區女子高中生 特別版 放課後編 第5話（2023年2月18日、TVer） -

### 電影
- 隼鳥號HAYABUSA（日语：はやぶさ/HAYABUSA）（2011年10月1日、二十世紀福斯） ※ 成田ひより名義[14]
- 敗犬復活大作戰（日语：ガール (小説)）（2012年5月26日、東宝） - 瀧川由紀子（幼少）※ 成田ひより名義
- 寧靜咖啡館之歌（日语：さいはてにて-やさしい香りと待ちながら-）（2015年2月28日、東映） - 山崎有紗
- 戀愛中毒大作戰（日语：脳内ポイズンベリー） （2015年5月9日、東宝） - [15]
- 愛上有機男（日语：にがくてあまい）（2016年9月10日、Elephant House） - 青井
- 東京喰種（2017年7月29日、松竹） - 笛口雛實[16]
  - 東京喰種S（2019年7月19日）
- 咲-Saki- 阿知賀編（2018年1月20日、T-JOY） - 主演・高鴨穏乃[8]
- 祈禱落幕時（2018年1月27日、東宝） - 浅居博美（幼少期）[17]
- 我的傲嬌男友（2018年11月9日、Asmik Ace） - 佐伯實花[18]
- 熱情花招（日语：ホットギミック_(漫画)#映画）（2019年6月28日、東映） - 成田茜[19]
- 寅次郎的故事 欢迎归来（2019年12月27日公開、松竹） -
- 妖怪人贝拉（2020年9月11日公開、DLE） - 牧野沙織
- 別對映像研出手！（2020年5月15日、東寶） - 百目鬼[20]
- 鬼少女！！（2020年10月16日、SDP） - 松丸星愛姫
- 大人的事情（2021年1月8日、ソニー・ピクチャーズ エンタテインメント） - 六甲智慧
- 未来へのかたち（2021年5月7日、スターキャット） - 高橋萌
- 巧克力的（2021年6月18日、イオンエンターテイメント） - 仁科愛利
- 阿松（2022年3月25日、東宝） - チビ太
- 交换谎言日记（2023年7月7日、松竹） - 黒田希美（女主角）
- バジーノイズ（2024年5月3日、GYAGA） - 主演・潮（與川西拓實雙主演）
- 藍色時期（2024年8月9日、日本華納兄弟） -
- 仰望今夏的星空（2025年7月4日、東映） -

### 動畫劇場版
- 薄暮（2019年5月24日、プレシディオ） - 主演・小山佐智[21]

### 配音
- 雄狮少年（2023年5月26日，ギャガ、泰閣映畫、面白映画、Open Culture Entertainment） -

### 旁白
- BUMP OF CHICKEN 18祭（2023年3月31日，NHK綜合）

### 舞台
- 大きな虹のあとで〜不動四兄弟〜（2017年8月29日 - 9月3日、中野 ザ・ポケット）[22]
  - 大きな虹のあとで〜不動四兄弟〜（2018年8月3日 - 8月7日、シアター サンモール） - 緑[23]

### 教育节目
- 词汇骑士 on TV（2020年3月30日 - ，NHK ETV） - 词汇骑士（orange）

### 網路電台
- 阿知賀女子学院麻雀部のオールナイトニッポンｉ（2018年1月19日 - 、日本放送） - 與恒松祐里廣播節目主持人[24][25]

### MV
- Aimer「Ref:rain（日语：Ref:rain/眩いばかり）」（2018年2月21日、SME Records）[26]
- AZUMA HITOMI「とおく」（2019年4月1日）
- さとうもか「ラムネにシガレット」（2020年8月5日、ANTHOROGY）
- BLUE ENCOUNT「DOOR」（2023年2月8日、Ki/oon Music Inc.）

### CM
- 森永製菓 受験生応援企画「受験にin jelly」（2019年1月12日 - ）[27][28]
- 龜甲萬「豆乳の唄 朝」篇（2020年3月27日 - ）
- 大東建託 いい部屋ネット「子離れできない父親篇」、「いいへやラビット登場!篇」、「いい部屋さがそう!篇」（2021年12月25日 - ） - 與佐藤二朗、花江夏樹〈声〉共演
- ABC-MART「青春はこれからだ。」篇（2022年3月3日 - ）
- 餃子的王將「おいしい力 2023」「餃子の歌」「ぎょうざ倶楽部 お客様感謝キャンペーン」(2023年3月25日 - ） - 與仲野太賀共演
- Universal Home「あなたを守りたい。」篇（2023年4月20日 - ）
- VIC GAME STUDIOS JAPAN「黑色五葉草 流動互聯網 魔法帝への道 The Opening of Fate」（2023年5月25日 - ）
- VISION「グローバルWiFi®」（2023年7月3日 - ）

### 其他廣告
- 高島屋 七五三 靜物写真（2011年）
- 新宿警察署 一日署長（2015年5月10日）[29]

## 書籍

### 寫真集
- ひより日和。(TOKYO NEWS MOOK)（2016年7月27日、東京新聞通信社、攝影：佐藤佑一）ISBN 978-4863365704[30]

### 日历
- 桜田ひより2021カレンダーブック (B.L.T.MOOK 80号)（2020年10月30日、東京新聞通信社）ISBN 978-4867011324
- 桜田ひより2022カレンダーブック（2021年8月28日）

### 杂志
- 集英社 Seventeen（2018年9月1日 - 2023年3月1日、集英社） - 專屬模特[31]
- 主婦與生活社「ar」（2023年6月12日 - ） - 「ひよりだいありー」連載

## 外部連結
- 櫻田日和官方網站 （页面存档备份，存于）
- 櫻田日和的Ameba部落格（日語）
- 櫻田日和的Instagram帳戶
- 櫻田日和的X（前Twitter）